# Tanyochraethes tildeni
Tanyochraethes tildeni är en skalbaggsart som beskrevs av Chemsak och Linsley 1965. Tanyochraethes tildeni ingår i släktet Tanyochraethes och familjen långhorningar. Inga underarter finns listade i Catalogue of Life.